# Bolesław (gmina, Olkusz)
Pour les articles homonymes, voir Bolesław.
Bolesław est une gmina rurale du powiat de Olkusz, Petite-Pologne, dans le sud de la Pologne. Son siège est le village de Bolesław, qui se situe environ 7 km à l'ouest d'Olkusz et 43 km au nord-ouest de la capitale régionale Cracovie.
La gmina couvre une superficie de 41,42 km2 pour une population de 7 822 habitants.

## Géographie
La gmina inclut les villages de Bolesław, Hutki, Krążek, Krze, Krzykawa, Krzykawka, Laski, Małobądz, Międzygórze, Nowy Ujków et Ujków Nowy Kolonia.
La gmina borde les villes de Bukowno, Dąbrowa Górnicza et Sławków, et les gminy de Klucze et Olkusz.